# توقيت سيئ
توقيت سيئ (بالإنجليزية: Bad timing)‏ هو فيلم إثارة نفسية تم إنتاجه في بريطانيا وصدر في سنة 1980. الفيلم من إخراج نيكولاس روغ وكتابة ييل أودوف. من بطولة أرت غارفانكيل وهارفي كيتل ودنهولم إليوت وثريسا راسل ودانييل مايسي.

## القصة
محقق يحقق في محاولة انتحار مريضة نفسية ويستكشف العلاقة بينها وبين طبيبها النفساني. كل ذلك من خلال سرد غير خاطي.

## الممثلون والشخصيات
- أرت غارفانكيل
- ثريسا راسل
- دنهولم إليوت
- هارفي كيتل
- دانييل مايسي

## روابط خارجية
- توقيت سيئ على موقع IMDb (الإنجليزية)
- توقيت سيئ على موقع روتن توميتوز (الإنجليزية)
- توقيت سيئ على موقع نتفليكس (الإنجليزية)
- توقيت سيئ على موقع ألو سيني (الفرنسية)
- توقيت سيئ على موقع Turner Classic Movies (الإنجليزية)
- توقيت سيئ على موقع أول موفي (الإنجليزية)
- توقيت سيئ على موقع فيلمافينيتي (الإسبانية)
- توقيت سيئ على موقع قاعدة بيانات الأفلام السويدية (السويدية)
- توقيت سيئ على موقع قاعدة بيانات الفيلم (الإنجليزية)
- توقيت سيئ على موقع ليتربوكسد (الإنجليزية)